# Schiffsverschrottung im Vereinigten Königreich
Die Schiffsverschrottung im Vereinigten Königreich zählte über 100 Jahre zu den bedeutenderen Industriezweigen des Landes. Die Branche zerlegte in diesem Zeitraum gut 8000 Schiffe.

## Geschichte

### Die Anfänge

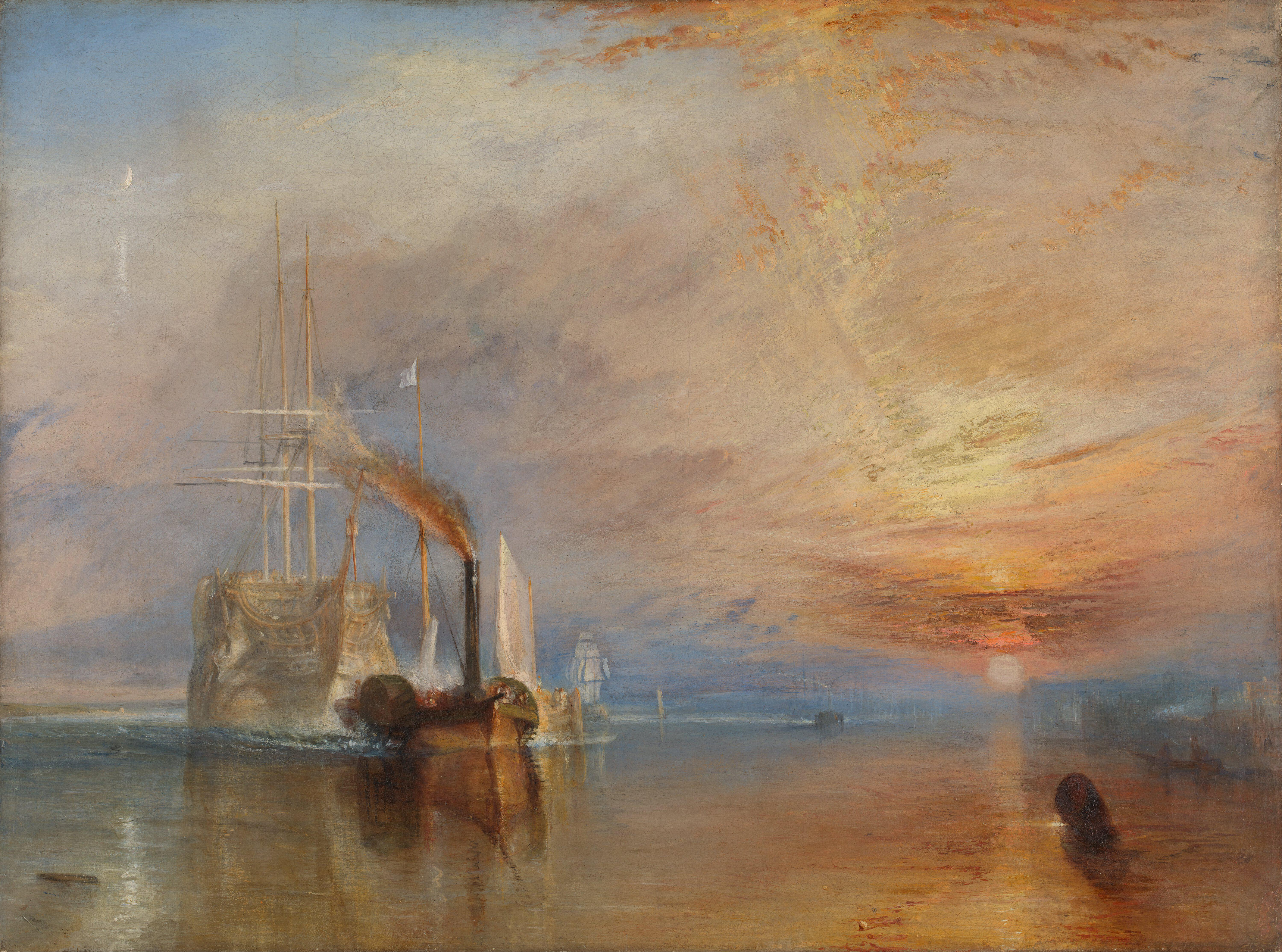
Das Gemälde The Fighting Temeraire tugged to her last Berth to be broken up des Malers William Turner

In der Zeit hölzerner Schiffe wurden diese nur in grober Manier abgewrackt, wobei je nach Einzelfall Metalle und gut erhaltene Hölzer wiederverwendet wurden. Insbesondere Handelsschiffe setzte man oft an geeigneter Stelle auf den Strand und danach in Brand, um an die wertvolleren Metallteile und Beschläge zu gelangen.
Die Anfänge des organisierten Schiffsabbruchs in Großbritannien datieren etwa auf die Zeit um 1838, als die Abwrackwerft Castle ihr Geschäft auf der Baltic Wharf in Millbank an der Themse eröffnete. Das Gemälde The Fighting Temeraire tugged to her last Berth to be broken up des britischen Malers William Turner zeigt, wie ein ausgemustertes Kriegsschiff zu Castle geschleppt wird. Da Castle auf das Abwracken von Kriegsschiffen spezialisiert war, zog die Werft, als die Schiffe größer wurden, weiter stromabwärts. Das Holz alter Kriegsschiffe, insbesondere altes hartes Eichen- und Teakholz, war von besonderem Wert, da es als ausgesprochen witterungsbeständig gilt. Das Londoner Kaufhaus Liberty's nutzte 1922 beispielsweise die hölzerne Mahagoni-Innenausstattung der Offiziersmessen der abgewrackten Schiffe HMS Impregnable und HMS Hindostan beim Neubau seines Geschäfts in der Carnaby Street. Einfacheres Holz, wie es beispielsweise beim Abwracken von hölzernen Handelsschiffen anfiel, konnte in zersägtem Zustand bis in die Zeit vor dem Ersten Weltkrieg als Brennholz vermarktet werden und erzielte so einen Erlös um zwei Pfund pro Tonne.
Bis 1900 hatte sich außer Castle an der Themse bereits eine Reihe von Schiffsabbruchunternehmen gebildet. Denny Brothers in Dumbarton verwendete schon ab 1880 Schiffsschrott bei der Erstellung neuer Schiffe. Der Stahlhersteller George Cohen hatte 1890 in Briton Ferry mit dem Schiffsabbruch angefangen. Ein anderer Pionier war Thomas W. Ward. Das 1878 in Sheffield gegründete Unternehmen begann 1895 in Preston, Lancashire mit der Schiffsverschrottung. Ein weiteres später bekanntes Unternehmen war J.J. King in Garston.
Mit der Einführung des Siemens-Martin-Ofens war es möglich geworden, auch Schrott im größeren Umfang zur Stahlherstellung zu nutzen. Aufgrund der langen Haltbarkeit der bis dahin gebauten eisernen Schiffe wurden bis zur Jahrhundertwende nur verhältnismäßig wenige Schiffe verschrottet. Das bekannteste bis dahin verschrottete Schiff war die 1888 in Birkenhead abgebrochene Great Eastern.

### 1900 bis zum Ersten Weltkrieg
Weitere Unternehmen, die in der ersten Dekade des Jahrhunderts mit dem Schiffsabbruch begannen, waren West of Scotland Shipbreaking seit 1904 in Troon am Clyde, Forth Shipbreaking (später P & W MacLellan), seit 1905 in Bo’ness oder Hughes Bolckow seit 1909 am Fluss Tyne. Auch Ward's eröffnete weitere Abbruchplätze in Briton Ferry und Morecambe. John Cashmore, der sich vorher mit Stahlbau und Stahlkonstruktionen beschäftigt hatte, eröffnete 1910 eine Abbruchwerft in Newport. Hughes Bolckow legte 1912 eine weitere Abbruchwerft in Blyth an, deren Finanzierung zum Teil durch die im Stahlgeschäft tätige Dorman-Familie unterstützt wurde.
Zu dieser Zeit zerlegte man die abzubrechenden Schiffe, indem man die einzelnen Nieten, mit denen die Schiffsplatten verbunden waren, von Hand abmeißelte. Große Gussstücke wurden mit einer Stahlkugel zertrümmert. Mit diesen Mitteln benötigten 30 bis 40 Arbeiter knapp sechs Monate, um ein Frachtschiff oder ein kleineres Kriegsschiff zu zerlegen. Bis zum Ersten Weltkrieg begann sich der damals noch neuartige Schneidbrenner für die Zerlegung besonders schwieriger Bereiche durchzusetzen. Insgesamt wurden in den Jahren zwischen der Jahrhundertwende und dem Beginn des Ersten Weltkriegs jährlich rund 60 Schiffe zerlegt, wobei jeweils etwa die Hälfte auf Handelsschiffe und die andere Hälfte auf Kriegsschiffe entfiel. Während dieser Zeit wurde in Schiffsabbruchbetrieben 54 Stunden pro Sechstagewoche gearbeitet, der Stundenlohn betrug 2,5 Pence.

### Zwischen den Kriegen

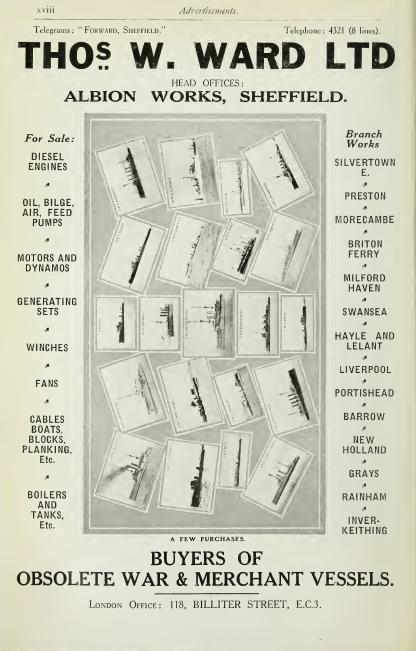
Annonce von T. W. Ward, Brasseys, 1923

War die Zahl der Schiffsabbruchbetriebe bis zum Beginn des Ersten Weltkriegs gestiegen, so hörte die Verschrottung mit Beginn der Kampfhandlungen praktisch komplett auf.
Ab 1919 begann eine Hochphase des Schiffsabbruchs in Großbritannien, denn der hohe anfängliche Stahlbedarf fiel mit großen Tonnageüberhängen in der Militärschifffahrt zusammen. Die britische Admiralität veräußerte hunderte von überzähligen Fahrzeugen für verhältnismäßig geringe Summen. So wurden Sloops oder Minensuchboote, die vorher für etwa 60.000 Pfund gebaut worden waren, für 1000 Pfund abgestoßen. Das führte zu einem beispiellosen Anstieg der Neugründungen von Abbruchplätzen. Bis 1923 wurden rund 60 meist kleine Betriebe gegründet, um am Boom zu partizipieren. Aber auch große Betriebe prosperierten. So erwarb Thomas W. Ward im Mai 1921 ganze 113 Abbruchschiffe „en bloc“ und gründete allein acht neue Abbruchplätze, darunter Milford Haven, Hayle, Grays und den heute noch existierenden Betrieb in Inverkeithing. Sein Mitbewerber Alloa Shipbreaking, aus dem 1929 Metal Industries wurde, schuf eine große Abbruchwerft in Charlestown, westlich von Rosyth. 1926 pachtete Alloa Shipbreaking Teile des Rosyth Dockyard, wo auch die größten der damaligen Schiffe zerlegt werden konnten. Das traf insbesondere auf die vom Bergeunternehmen Cox & Danks in Scapa Flow gehobenen ehemaligen deutschen Kriegsschiffe zu, die in herkömmlichen Abbruchbetrieben nicht verschrottet werden konnten.
Während kleinere Betriebe dieser Zeit meist ohne große technische Vorrichtungen, also weitgehend so, wie vor dem Krieg arbeiteten, statteten größere Unternehmen, wie Ward oder Alloa ihre Abbruchwerften mit eigenen Anlagen zur Herstellung von Sauerstoff und Acetylen aus und versorgten die Plätze mit einem eigenen Leitungssystem, um die Effizienz der Plätze zu erhöhen. Durch seine Vorreiterrolle im Transport flüssigen Sauerstoffs gelangte Metal Industries später auch zu einem großen Anteil an der British Oxygen Company.
Der Schrottpreis pendelte in den Jahren bis zum Zweiten Weltkrieg zwischen 5 Pfund pro Tonne in der Zeit direkt nach dem Krieg und einem Tiefpunkt von 1,5 Pfund im Jahr 1932. Die Mehrzahl der kleineren Unternehmen hatte bis 1930 wieder aufgegeben, womit außer Ward und Metal Industries rund ein Dutzend im Geschäft verblieben.

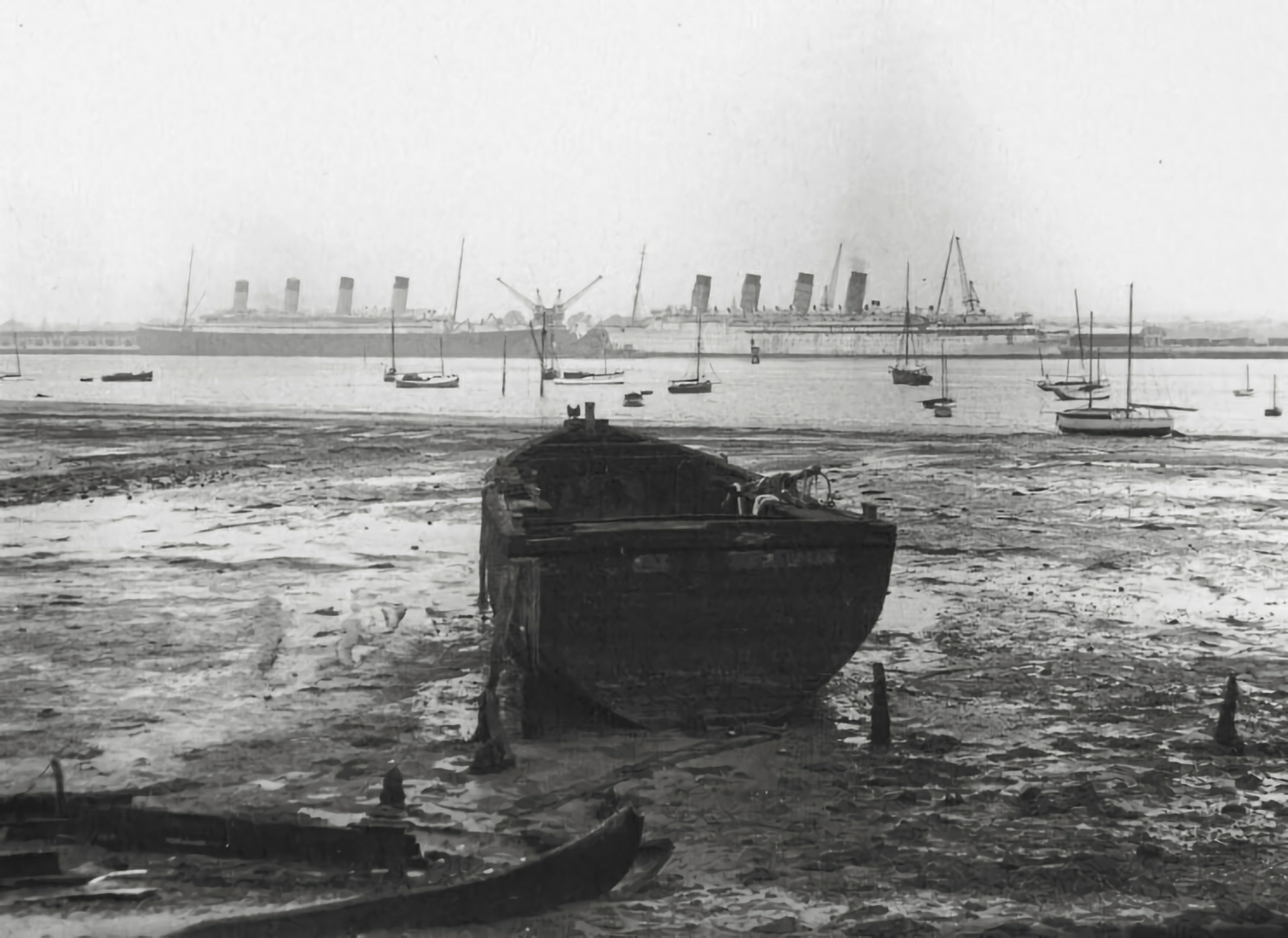
Die Olympic und die Mauretania warten auf ihre Verschrottung

In den durch die Weltwirtschaftskrise gekennzeichneten 1930er Jahren trafen mehrere Entwicklungen aufeinander. Zum einen hatten im Gefolge der jeweiligen Stahlindustrien zunehmend Unternehmen aus Deutschland, Italien und Japan mit der Schiffsverschrottung begonnen und sorgten so für Konkurrenz beim Erwerb zu verschrottender Schiffe. Zum anderen versiegte der Nachschub ausgemusterter Schiffe der Admiralität. Britische Stahlhersteller mussten daher große Mengen Schrott importieren. Dies führte 1935 zur Gründung der British Shipbreakers Association, die sich für höhere Schrottpreise in Großbritannien einsetzte. 1936 führte Großbritannien rund eine Million Tonnen Stahlschrott ein, was etwa der Hälfte der benötigten Stahlmenge entsprach. Britische Schiffsabbrecher zerlegten währenddessen ein- bis zweihundert Schiffe pro Jahr und lieferten 200.000 bis 300.000 Tonnen Stahlschrott, etwa ein Zehntel des Bedarfs. Die Versorgung der britischen Stahlindustrie mit Schrott wurde in dieser Zeit von der British Iron and Steel Federation geregelt, deren Ableger British Iron and Steel Corporation (BISCO) anfangs für die Schiffsbergung und nach Kriegsausbruch für die Versorgung der Stahlwerke mit Schrott und Abbruchschiffen verantwortlich war. Hughes Bolckow in Blyth wurde 1938 von Metal Industries übernommen, aber unter dem angestammten Namen weiter betrieben.
Wie schon zum Beginn des Ersten Weltkriegs hörte die Verschrottung mit Beginn der Kampfhandlungen des Zweiten Weltkriegs praktisch auf. Die Schiffsabbruchbetriebe konzentrierten sich in der Hauptsache auf die Verschrottung kleiner, unrettbar beschädigter oder gestrandeter Schiffe an den britischen Küsten. Ein weiteres Standbein bildete die Bereitstellung von Blockschiffen. Einzelne Betriebe begannen sogar mit schiffbaulichen Tätigkeiten, so übernahm Hughes Bolckow die Ausrüstung von sechs Begleitschutzschiffen der benachbarten Werft Blyth Dry Docks & Shipbuilding Company.

### Erste Nachkriegszeit
Einige Abbruchbetriebe, wie Metal Industries und Arnott Young zogen in der frühen Nachkriegszeit um. Metal Industries etwa verließ das Blyth Dockyard und übernahm einen vormaligen Militärhafen in Faslane, Arnott Young zog von Dalmuir nach Cairnryan.
Schon kurz nach Kriegsende begannen die Abbruchwerften wieder mit ihrer Arbeit. Die Mehrzahl der abzubrechenden Schiffe waren anfangs ausgemusterte Militärschiffe, wie Landungsboote, Kreuzer, Zerstörer und U-Boote. Fast alle von ihnen wurden durch die BISCO angekauft und auf geeignete Abbruchwerften verteilt. Da ein Großteil der Stahlwerke in Schottland angesiedelt war, wurde auch die Mehrzahl größerer Militärschiffe in Schottland abgebrochen, darunter die Nelson, die Rodney, die Royal Sovereign oder die Revenge, die in Inverkeithing ihr Ende fanden. Der Bedarf an Schrott war in der unmittelbaren Nachkriegszeit so groß, dass die BISCO Schiffe aus so entfernten Häfen wie Bombay oder Singapur zum Abbruch nach Großbritannien schleppen ließ.

### 1950er und 1960er Jahre

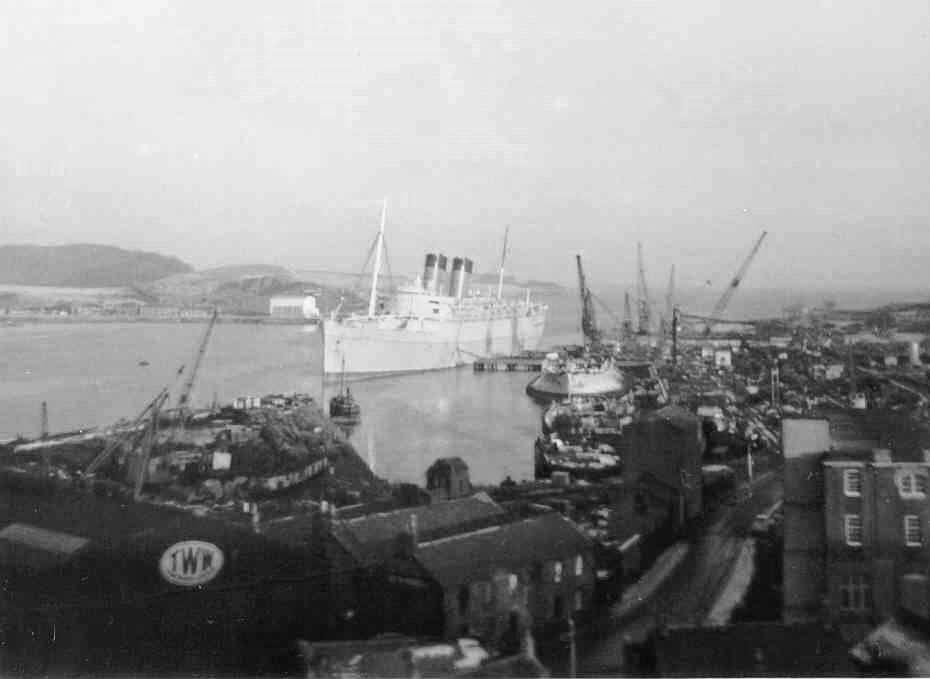
Die Mauretania trifft bei Ward's ein

Zu Beginn der 1950er Jahre waren in Großbritannien ungefähr 25 Schiffsabbruchbetriebe aktiv, die rund 2000 Mitarbeiter beschäftigten. Zusammen zerlegten sie etwa 200 Schiffe jährlich, wobei zwischen 250.000 und 400.000 Tonnen Stahlschrott sowie 10.000 Tonnen Nichteisenmetalle erzeugt wurden. Während sich wenig an den grundsätzlichen Methoden der Verschrottung änderte, wurden durch den vermehrten Einsatz von Kränen und Stahlscheren, vor allem in den größeren Betrieben, Verbesserungen hinsichtlich der Effizienz erreicht. Der Ersatz des Acetylens durch Propan ermöglichte Kostensenkungen. Ein nicht unerheblicher Anteil der verschrotteten Tonnage dieser Jahre bestand aus ehemaligen Passagierschiffen, deren Einsatz durch den Siegeszug der Passagierflugzeuge unrentabel geworden war. In den Jahren 1951 bis 1960 wurden allein 44 Passagierschiffe mit Vermessungen über 10.000 BRT auf britischen Abbruchwerften zerlegt. Darunter waren so berühmte Schiffe, wie Cunards Aquitania und Scythia, oder die Georgic.
Ab 1962 gab man die Verteilung der zu verschrottenden Tonnage durch die BISCO auf, wonach die Abbrecher selber für den Erwerb der Schrottschiffe zuständig wurden. Eine Reihe von kleineren Betrieben, die nicht über genügend Ausrüstung oder Eigenkapital verfügten, teils auch in der Zwischenzeit vom Eisenbahnnetz abgekoppelt wurden, gaben daraufhin auf. Darunter waren Unternehmen wie Rees in Llanelli, King und Dorkin in Gateshead, Young in Sunderland, Smith & Houston in Port Glasgow, Dover Industries und Demmelweek & Reeding in Plymouth oder Brechin in Granton bei Leith.
Als größtes Unternehmen blieb Metal Industries, dessen Plätze in Rosyth und Charlestown 1963 schlossen und dessen Schiffsabbruchunternehmen in Faslane inzwischen unter Shipbreaking Industries firmierte. Als Metal Industries 1967 an Thorn Electrical Industries verkauft wurde, schloss es seine letzten Schiffsabbruchunternehmen Shipbreaking Industries in Faslane und Hughes Bolckow in Blyth. Das zweite größere Unternehmen war Thomas W. Ward. Ward betrieb Plätze in Inverkeithing, Preston, Barrow, Briton Ferry, Grays, und Milford Haven. Andere bedeutendere Betriebe waren Cashmore in Newport, Arnott Young mit dem Hauptbetrieb in Dalmuir und dem Tochterunternehmen West of Scotland Shipbreaking in Troon, MacLellan in Bo’ness und Clayton Davie am Fluss Tyne. Des Weiteren arbeitete noch eine Handvoll kleinerer Unternehmen in Großbritannien. 1962 waren insgesamt noch rund 400 Arbeiter auf britischen Abbruchwerften beschäftigt.
Obwohl die 1960er Jahre für die britischen Abbrecher durch eine wachsende Zahl an Mitbewerbern beispielsweise aus Spanien, Italien oder Jugoslawien geprägt waren, die aufgrund niedrigerer Arbeitslöhne oft höhere Preise für abzubrechende Schiffe boten, blieben sie durch ihre höhere Kompetenz in der Gewinnung der Nichteisenmetalle und eine bessere Zweitnutzung der gewonnenen Aggregate aus höherwertige Tonnage noch wettbewerbsfähig. Darüber hinaus sorgte auch die Verschrottung britischer Kriegsschiffe, lokal auftretender oder kleiner Tonnage für eine Grundauslastung. Der Schrottpreis bewegte sich in den 1960er Jahren zwischen 10 und 15 Pfund pro Tonne.

### 1970er und 1980er Jahre

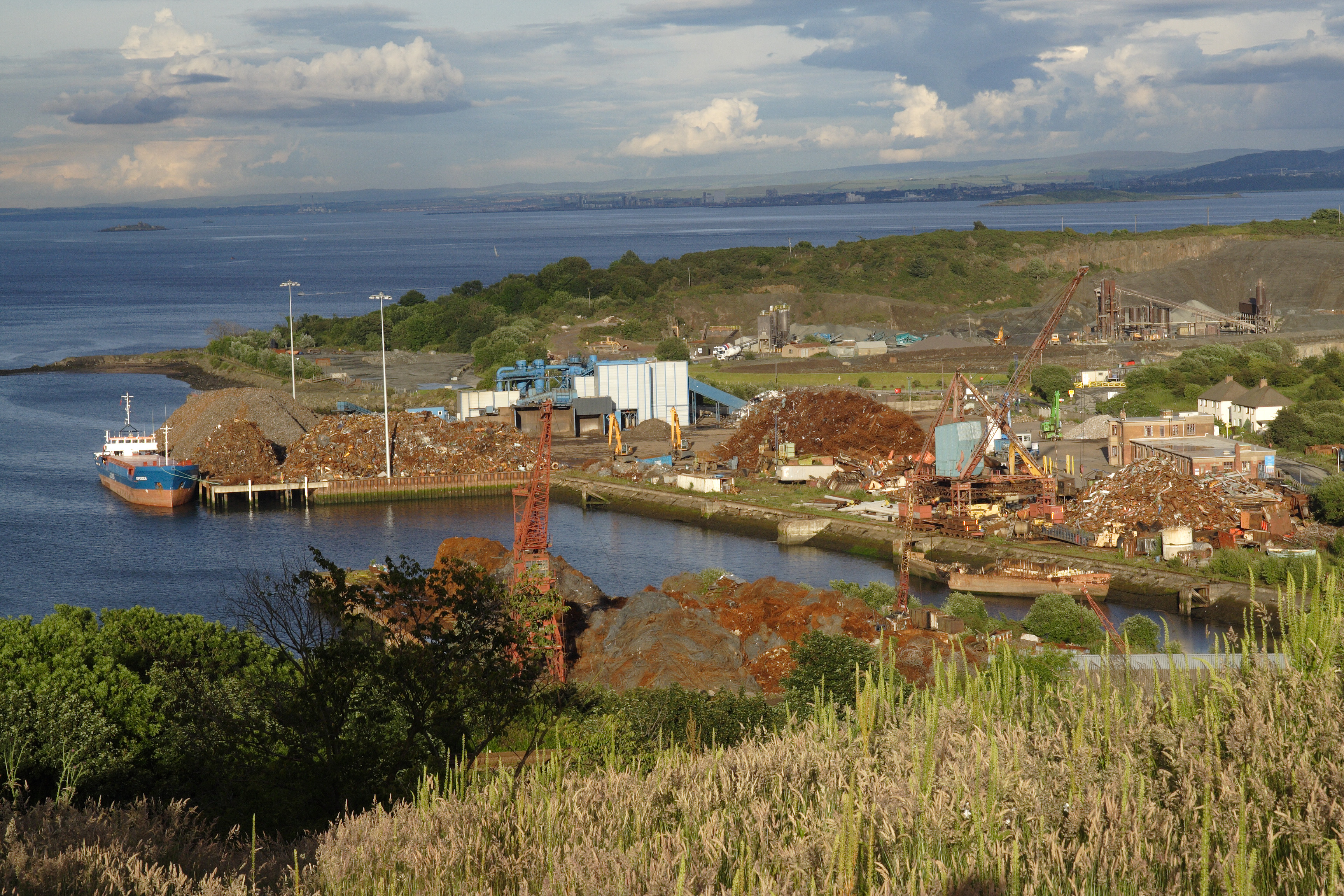
Blick auf die Abbruchwerft Thomas W. Ward in Inverkeithing

Im Laufe der 1970er Jahre änderte sich zunächst die Zusammensetzung der Mitbewerber. Kamen diese vorher in der Hauptsache aus Europa, verlagerte sich die Schiffsverschrottung immer stärker nach Asien. Wurde in Asien vorher das Gros der Schiffe in Japan verschrottet, drängten Hong Kong, China, Pakistan, Indien und vor allem Taiwan nun an dessen Stelle. Geringe Lohnkosten, wenige oder keine Sicherheits- und Umweltbestimmungen machten die arbeitsintensive Zerlegung dort wettbewerbsfähiger. Zusätzlich konnten in Asien auch höhere Stahlabnahmepreise erzielt werden, da der zerschnittene Stahlschrott zum einen direkt in der Bauwirtschaft weiterverarbeitet wurde und gebrauchte Schiffsausrüstungen in Entwicklungsländern erheblich bessere Preise erzielten als im Vereinigten Königreich. Abzubrechende Schiffe erzielten in den 1970er Jahren in Asien gut doppelt so hohe Erlöse wie in Europa, was dazu führte, dass nahezu jedes Schiff, welches noch aus eigener Kraft nach Asien gelangen konnte, auch dort abgebrochen wurde.
Nachdem die britischen Schiffsabbrecher sich in dieser Zeit mehr und mehr auf die Verarbeitung kleinerer Fahrzeuge und landgebundenen Schrotts konzentriert hatten, traten als Nächstes die Folgen der ersten Ölkrise zutage. Sie ließen den Stahlbedarf und damit den Schrottpreis sinken und alte Siemens-Martin-Öfen wurden außer Betrieb genommen. Obwohl dort Ende der 1970er Jahre nur noch rund 100.000 Tonnen Stahl aus Schiffsverschrottungen gewonnen wurde, wandelte sich Großbritannien erstmals zum Netto-Schrottexporteur. Thomas W. Ward reduzierte seine Betriebe auf Briton Ferry, Grays und Inverkeithing, wobei letzterer der letzte Großbritanniens war, an dem noch Großtonnage verschrottet werden konnte. Arnott Young wurde von Tarmac übernommen und beendete den Schiffsabbruch in Troon und Dalmuir, hielt letzteren aber mit Landschrott in Betrieb. Auch Cashmore sowie Clayton & Davie schlossen ihre Betriebe, während MacLellan seinen Platz in Bo’ness 1977 an den Landschrotthändler Dalton of Edinburgh abgab. Der Abbruchplatz in Cairnryan wurde zunächst von Shipbreaking Queensborough übernommen und an Steel Supply Western verpachtet, die dort den Flugzeugträger Eagle verschrotteten. Danach pachtete H. Kitson Vickers den Platz, um das Schwesterschiff der Eagle, die Ark Royal abzubrechen.
Während die fortwährenden Streiks der 1980er Jahre Großbritanniens gesamte Schwerindustrie trafen, ließen insbesondere die lang anhaltenden Streiks bei der British Steel Corporation die Schrottnachfrage weiter sinken, was schließlich zur Schließung des Großteils der verbliebenen britischen Abbruchwerften führte. 1981 wurden in Großbritannien nur noch etwa 200 Arbeiter in britischen Abbruchwerften beschäftigt, die etwa 20 Handelsschiffe verschrotteten. Keines der Schiffe war größer als 3000 Tonnen, was insgesamt noch zu einer Gesamtmenge von rund 15.000 Tonnen führte, die größtenteils exportiert wurde.

### 1990er Jahre bis heute

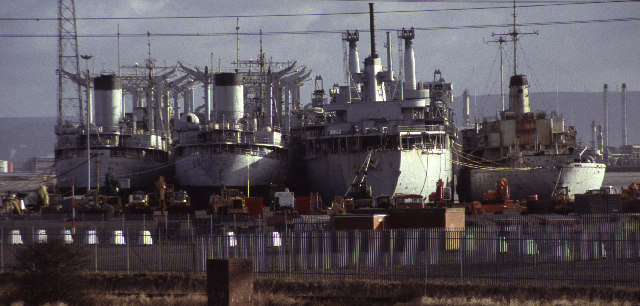
Abbruchschiffe bei Able UK

Im Laufe der 1990er Jahre fand in Großbritannien kaum noch Schiffsabbruch im nennenswerten Umfang statt. Nur wenige Betriebe, wie beispielsweise das Anfang der 1980er Jahre vom Konzern Rio Tinto Group übernommene Unternehmen Thomas W. Ward in Inverkeithing und eine Reihe kleinerer Unternehmen existierten weiter. Diese Betriebe verarbeiteten und handelten meist auch größere Mengen landgebundenen Schrotts. Während die Gefahren des Schiffsabbruchs in Großbritannien schon in den frühen 1960er Jahren untersucht und kritisiert wurden, führten die desolaten Arbeits- und Umweltschutzbedingungen asiatischer Abbruchbetriebe seit den 1990er Jahren zu vermehrtem öffentlichen Druck zur sicheren und umweltfreundlichen Verschrottung bestimmter Schiffe. 1996 erwarb das Entsorgungsunternehmen Able UK die ehemalige Graythorpe-Werft in Hartlepool von Laing Offshore und baute diese zu einer modernen Abbruchwerft aus. Das bekannteste Schiff, welches bisher bei Able verschrottet wurde, ist der ehemalige französische Flugzeugträger Clemenceau.